# Juan de Pimentel

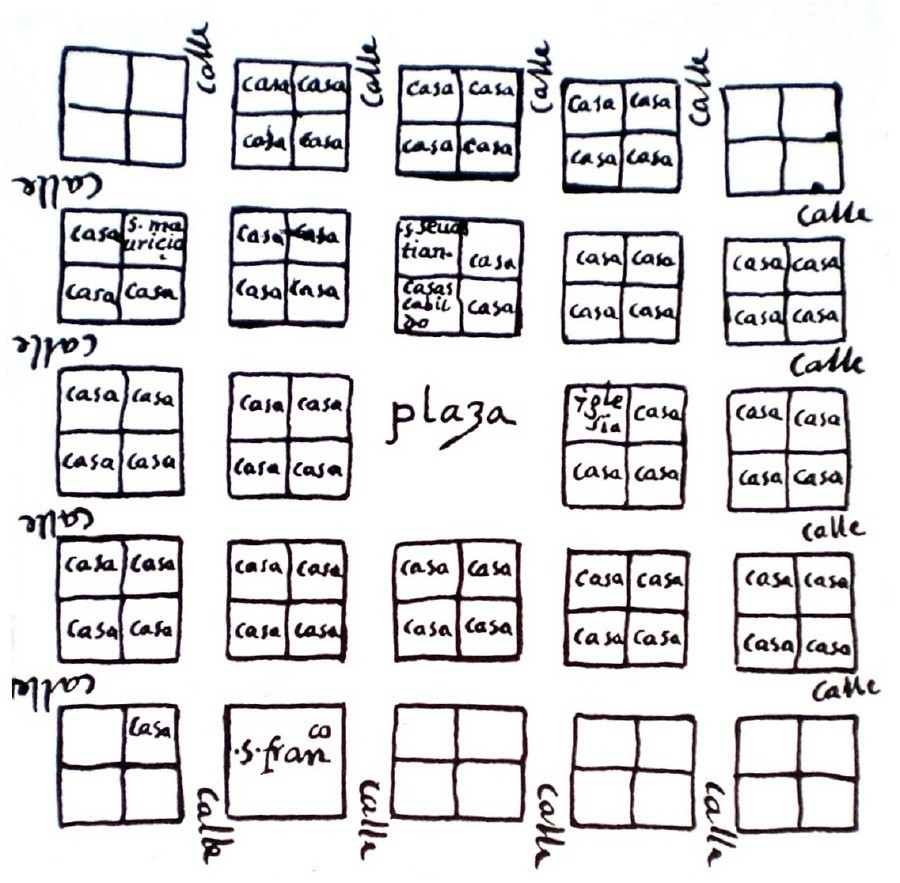
Primer esbozo de mapa de Caracas, realizado por Juan de Pimentel

Juan de Pimentel (comienzos del siglo XVI-1586), caballero de la Orden de Santiago, fue uno de los primeros gobernadores de la Provincia de Venezuela.

## Biografía
Era descendiente de los condes de Benavente y caballero de la Orden de Santiago. Fue nombrado gobernador y capitán general de la provincia de Venezuela por la Real Cédula del rey Felipe II de 12 de diciembre de 1575. 
Llegó a Caraballeda el 18 de mayo de 1576. De allí se dirigió a Caracas, que eligió como capital de la provincia. donde tomó posesión de su cargo en mayo de 1576. Estableció allí su casa y séquito y de ese modo se convirtió en el primer gobernador que oficializó la recién creada Caracas como capital de la Venezuela de aquella época. Hizo el juicio de residencia a su antecesor Diego de Mazariegos.
Fue muy bien recibido por los alcaldes de Caracas, que en 1576 lo eran Juan de Guevara y Francisco Maldonado. El espacio ocupado por la ciudad era un cuadrado con veinticinco manzanas de casas, con una plaza mayor en el centro. En su gobernación uno de los principales afanes de Pimentel fue el crecimiento y reorganización civil y militar de la ciudad. Dio al Cabildo Municipal amplias facultades para que pudiera administrar mejor el municipio y su extenso territorio.
Entre otras muchas cosas, creó los archivos del Ayuntamiento y los registros eclesiásticos.
Como gobernador ordenó ejecutar un amplio informe para la Corona sobre toda la provincia, firmado por él, obviamente, y en el que redactó personalmente la parte relativa a Caracas, acompañado de un plano de la ciudad, que es el primero que se conoce.
Protegió a los indios, fiscalizando el trato que recibían de los encomenderos. Pidió al Rey que suprimiera la mediación de la Real Audiencia de Santo Domingo entre el gobierno de la provincia y el de España. Finalizó la conquista y pacificación de la provincia, lo que permitió una fuerte expansión de la misma, pues envió expediciones que fundaron numerosas ciudades.
Durante su gobernación, el caserío se convirtió en un pueblo con unos 300 españoles y 4000 "vasallos cristianizados" que trabajaban en todo el Valle de Caracas. Pimentel escribió una "Relación de Nuestra Señora de Caraballeda y Santiago de León" que da una de las principales descripciones de la zona central de Venezuela en la segunda mitad del siglo XVI.
Terminado su mandato como gobernador, permaneció en la ciudad, donde se casó con María Guzmán, hija del gobernador Luis de Rojas el 26 de septiembre de 1584; en 1586 nació un niño, que costó la vida a su madre. Viudo, Pimentel consagró los últimos días de su vida al estado eclesiástico.
Juan de Pimentel se distinguió por proteger a los indios de los encomenderos. Gobernó hasta el 21 de noviembre de 1583.
| Predecesor: Diego de Mazariegos | Gobernador de la Provincia de Venezuela 1576 - 1583 | Sucesor: Luis de Rojas y Mendoza |